# Адлер Герман Бертольдович
Герман Бертольдович Адлер (англ. Peter Herman Adler; 2 грудня 1899, м. Яблонець-над-Нисою, тепер Чехія — 2 жовтня 1990, м. Риджфілд, США) — німецький диригент, педагог.

## Біографія
Вихованець Німецької музичної академії у Празі (1924). Удосконалювався у Вітезслава Новака й Олександра фон Цемлінського. Від 1927 року — диригент оперних театрів Чехословаччини й Німеччини. Керівник диригентських класів при Харківському музично-драматичному інституті (1932—1934). Головний диригент симфонічного оркестру в Харкові (Укрфіл), оркестру Українського радіо в Києві.
Виконував твори українських авторів, зокрема «Українську симфонію» Михайла Колачевського, був першим виконавцем Другої симфонії Бориса Лятошинського та Другого фортепіано концерту Льва Ревуцького (1936).
Викладав на вищих диригентських курсах у Харкові. Поміж учнів — Натан Рахлін, Веніамін Тольба, Дмитро Клебанов та ін.
Від 1939 року працював оперним і симфонічним диригентом за кордоном, з 1942 — у США.